# Busso
Busso is een gemeente in de Italiaanse provincie Campobasso (regio Molise) en telt 1445 inwoners (31-12-2004). De oppervlakte bedraagt 23,6 km², de bevolkingsdichtheid is 61 inwoners per km².

## Demografie
Busso telt ongeveer 581 huishoudens. Het aantal inwoners daalde in de periode 1991-2001 met 5,0% volgens cijfers uit de tienjaarlijkse volkstellingen van ISTAT.
| Jaar | Inwoneraantal |
| ---- | ------------- |
| 1991 | 1487          |
| 2001 | 1412          |

## Geografie
De gemeente ligt op ongeveer 756 meter boven zeeniveau.
Busso grenst aan de volgende gemeenten: Baranello, Campobasso, Casalciprano, Castropignano, Oratino, Spinete, Vinchiaturo.